# دوني تويا
دوني تويا (بالإنجليزية: Donny Toia)‏ (28 مايو 1992 بتوسان في الولايات المتحدة - ) هو لاعب كرة قدم أمريكي في مركز الدفاع. شارك مع منتخب الولايات المتحدة تحت 18 سنة لكرة القدم ومنتخب الولايات المتحدة تحت 20 سنة لكرة القدم. أما مع النوادي، فقد لعب مع أورلاندو سيتي وإمباكت مونتريال وريال سالت ليك ونادي شيفاز يو إس أي وPhoenix FC ‏ ونادي توكسون.

## روابط خارجية
- دوني تويا على موقع الدوري الأمريكي (الإنجليزية)
- دوني تويا على موقع قاعدة بيانات كرة القدم.إي يو (الإنجليزية)
- دوني تويا على موقع Soccerway.com (الإنجليزية)
- دوني تويا على موقع عالم كرة القدم.نت (الإنجليزية)
- دوني تويا على موقع AS.com (الإسبانية)